# Pismo (miesięcznik)
Pismo. Magazyn Opinii – polski miesięcznik społeczno-kulturalny wydawany od 2018 w Warszawie.

## Historia
Pismo zostało utworzone z inicjatywy Piotra Nestorowicza. Inspiracją do rozpoczęcia działalności był amerykański magazyn „The New Yorker”. Ukazuje się w wersji papierowej, elektronicznej oraz audio. Podejmuje tematy związane z kulturą, nauką, gospodarką, technologią, społeczeństwem i polityką.
18 października 2019 roku odbyła się premiera pierwszego w Polsce reporterskiego serialu podcastowego pt. Śledztwo Pisma. Historia skupia się na małżeństwie Jana i Agaty oskarżonych o znęcanie się nad czwórką przybranych dzieci. Dziennikarskie dochodzenie prowadził Mirosław Wlekły, który w 2014 roku opublikował reportaż na ten temat w „Dużym Formacie”. Mecenasem całego przedsięwzięcia jest Sebastian Kulczyk.
3 stycznia 2019 roku redaktorką naczelną „Pisma” została Magdalena Kicińska, która zastąpiła Piotra Nestorowicza. 14 października 2024 roku redaktorką naczelną została Urszula Kifer.

## Stali współpracownicy
Stałymi współpracownikami są m.in.:
- Magdalena Kicińska
- Karolina Lewestam
- Piotr Nesterowicz

## Autorzy
Autorami artykułów są m.in.:

- Adam Balcer
- Hannah Beech(inne języki)
- Wojciech Bonowicz
- Sylwia Chutnik
- Justyna Dąbrowska
- Wojciech Engelking
- Julia Fiedorczuk
- Natalia Fiedorczuk-Cieślak
- Andrzej Franaszek
- Marta Frej
- Mikołaj Grynberg
- Wioletta Grzegorzewska
- Ignacy Karpowicz
- Marcin Król
- Łukasz Lamża
- Michał Paweł Markowski
- Piotr Matywiecki
- Rafał Milach
- Krystyna Miłobędzka
- Weronika Murek
- Andrzej Muszyński
- Łukasz Najder
- Patrycja Pustkowiak
- David Remnick
- Filip Springer
- Eugeniusz Tkaczyszyn-Dycki
- Agnieszka Wolny-Hamkało